# Cofka (kajakarstwo)
Cofką nazywamy prąd rzeki odwrotny do nurtu. 
Pojęcie to w tym znaczeniu funkcjonuje głównie wśród kajakarzy i ma szczególne znaczenie, gdyż cofki często są wygodnymi miejscami do wsiadania i wysiadania z kajaka; 
niespodziewane wpłynięcie do cofki może skończyć się wywrotką. 
Występują głównie za przeszkodami wystającymi ponad powierzchnię wody. 
Granica pomiędzy nurtem i cofką to chyżka. 
Zobacz też: cofka powodziowa, bystrze, kajakarstwo górskie.